# Ederson Bruno Domingos
Ederson Bruno Domingos (sinh ngày 21 tháng 8 năm 1989) là một cầu thủ bóng đá người Brasil.

## Sự nghiệp câu lạc bộ
Ederson Bruno Domingos đã từng chơi cho Yokohama FC.

## Thống kê câu lạc bộ

### J.League
| Đội         | Năm       | J.League | J.League | J.League Cup | J.League Cup | Tổng cộng | Tổng cộng |
| Đội         | Năm       | Trận     | Bàn      | Trận         | Bàn          | Trận      | Bàn       |
| ----------- | --------- | -------- | -------- | ------------ | ------------ | --------- | --------- |
| Yokohama FC | 2009      | 10       | 2        | -            | -            | 10        | 2         |
| Yokohama FC | 2010      | 19       | 0        | -            | -            | 19        | 0         |
| Yokohama FC | 2011      | 7        | 0        | -            | -            | 7         | 0         |
| Tổng cộng   | Tổng cộng | 36       | 2        | 0            | 0            | 36        | 2         |